# Мунтжак Феа
Мунтжак Феа (Muntiacus feae) — вид парнокопитних ссавців родини оленеві (Cervidae). Зустрічається в Таїланді, Китаї, М'янмі, Лаосі та В'єтнамі.

## Опис
Довжина тіла — 88 см, хвоста — 23 см, маса — 18-21 кг. Забарвлення зверху темно- буре, знизу світліше, нижня частина ніг чорна. Лицьова частина темно-коричнева, від рогів до морди йдуть темні, майже чорні смуги. Роги, на відміну від інших мунтжаків, гіллясті. Задній відросток рогів довший переднього.

## Спосіб життя
Мунтжак Феа мешкає у високогірних лісах, часто зустрічається на відкритих місцях за межами лісу, що нехарактерно для інших видів мунтжаків. Тримається поблизу річок і водойм. Про розмноження відомо небагато. Вагітність триває 200 днів. Мунтжак веде одиночний спосіб життя, тримається на невеликих ділянках, які добре обороняє. Живиться травою і рослинами.

## Охорона
Вид занесений до Міжнародної Червоної книги. Популяції загрожує мисливство та деградація звичних місць існування.